# Hückelhoven
Hückelhoven är en stad i Kreis Heinsberg i Regierungsbezirk Köln i förbundslandet Nordrhein-Westfalen i Tyskland.